# Batu Talam
Batu Talam é uma pequena cidade no distrito de Raub, no estado Malaio de Pahang.